# 300300 TAM
300300 TAM este o planetă minoră (asteroid) din centura de asteroizi. A fost descoperită pe 6 august 2007 la Lulin Observatory⁠(d) de . 
Obiectul prezintă o orbită caracterizată de o semiaxă mare de 2,446328682142 UAi, o excentricitate de 0,18981228945673, o înclinație de 1,0208100981938 ° în raport cu ecliptica.